# Skalka, Hodonín
Skalka là một làng thuộc huyện Hodonín, vùng Jihomoravský, Cộng hòa Séc.